# GBM GAF
Unter dem Namen GAF (Abkürzung für „Gleisarbeitsfahrzeug“) vertreibt seit 1994 die Firma Gleisbaumechanik in Brandenburg an der Havel Nebenfahrzeuge für verschiedene Tätigkeiten im Bahnbau. Es handelt sich um zweiachsige Fahrzeuge, die je nach Einsatzzweck mit unterschiedlichen Aufbauten auf zwei verschiedenen Fahrgestellen ausgestattet werden.
Bei der Deutschen Bahn werden die Fahrzeuge als Baureihe 741 (GAF 100) bzw. 742 (GAF 200) bezeichnet.

## Entwicklung

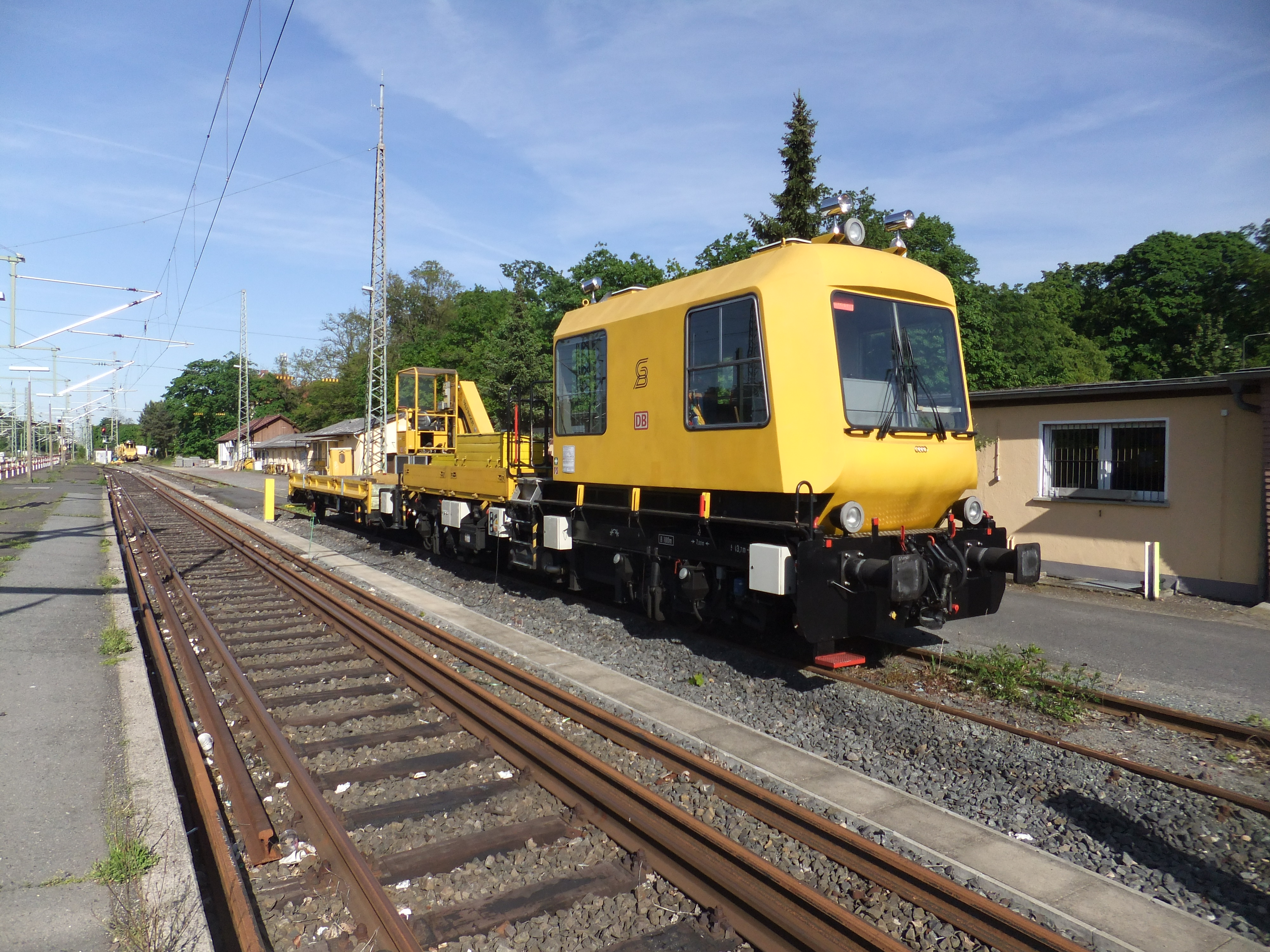
GAF 200R im Bahnhof Frankfurt am Main Stadion

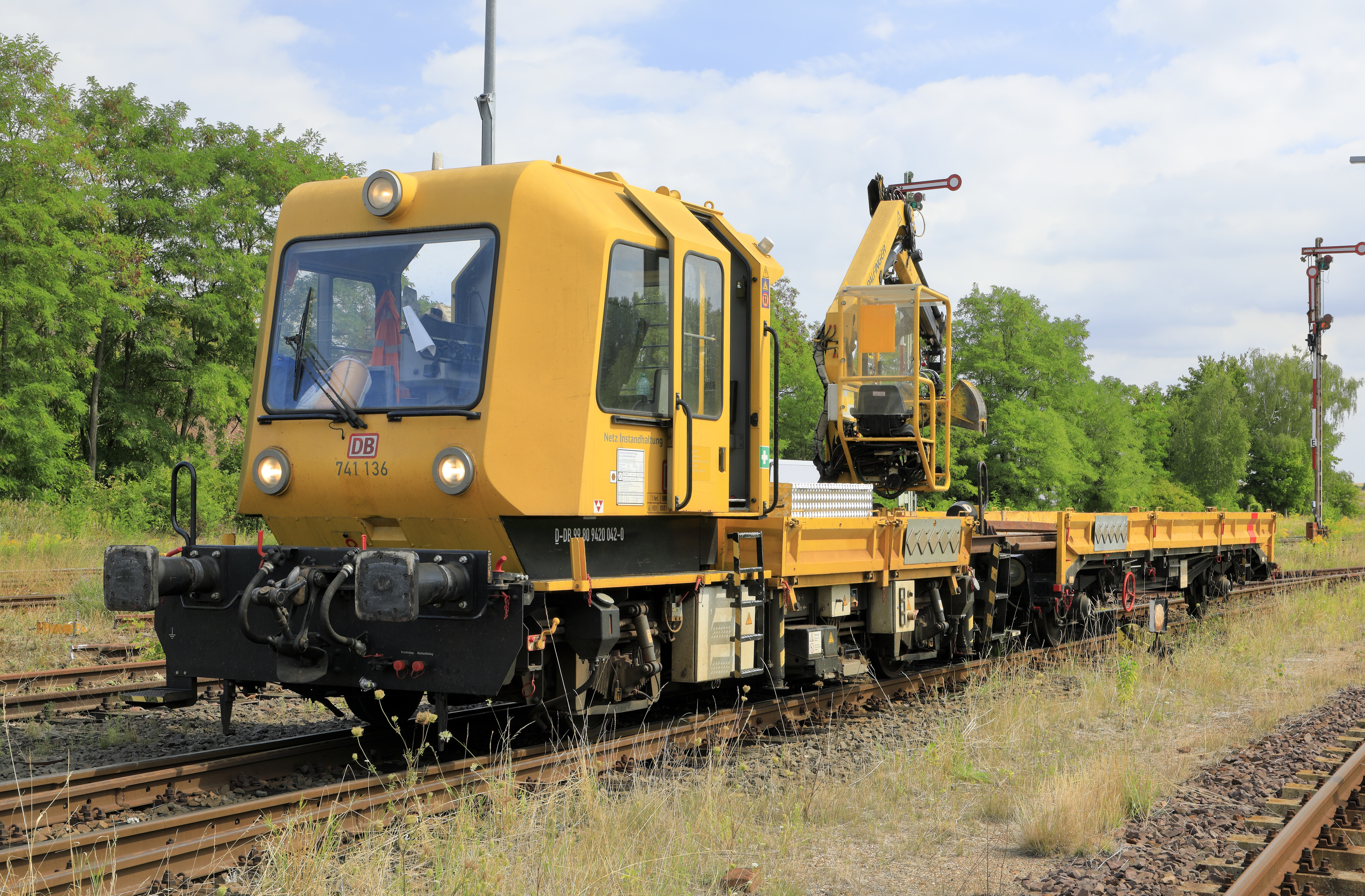
GAF 100R, DB-Betriebsnummer 741 136

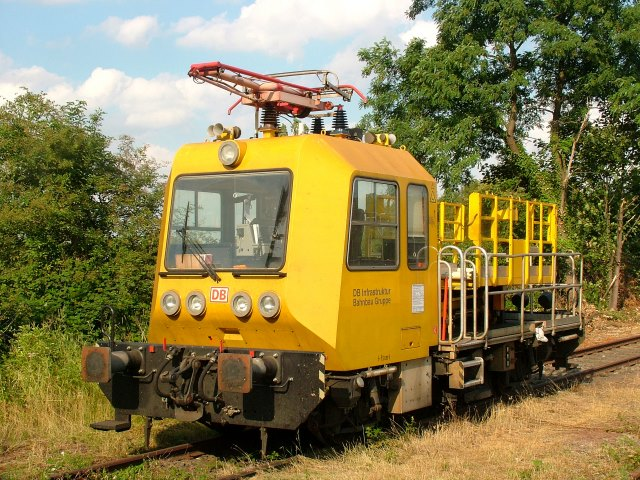
Ein GAF 100R/H für Oberleitungsarbeiten

Im Gleisbaumechanikbetrieb in Brandenburg wurden ab den 1960er Jahren Rottenkraftwagen für die DR, aber auch andere Eisenbahnunternehmen gebaut. Als Nachfolgebaureihe für die ab 1977 gebauten Rottenkraftwagen SKL 25 entwickelte der Betrieb kurz nach der Wiedervereinigung zunächst die Baureihe SKL 26 mit einem komplett neu gestalteten Führerstand und Fahrwerk und modularen Aufbauten, um das Fahrzeug an verschiedene Aufgabenbereiche anpassen zu können.
Bereits drei Jahre später erfolgte die Neuentwicklung des GAF mit einem stärkeren Motor (169 kW) und einen neuen Rahmen mit verstärkten Kopfstücken. Dieser ermöglicht mit dem Einbau von Seitenpuffern und Regelschraubenkupplungen zusätzlich zu den Nebenfahrzeugkupplungen das uneingeschränkte Kuppeln sowie eine zulässige Geschwindigkeit von 100 km/h. Um beides zu ermöglichen, erhielten die GAF 100 außerdem statt der Kfz-typischen Bremsanlage eine vollwertige Druckluftbremseinrichtung und ein Fahrzeuggerät der punktförmigen Zugbeeinflussung PZB 90. Die modulare Bauweise der Aufbauten wurde ebenso beibehalten wie die äußere Form des Führerhauses (mit abweichender Anordnung der Spitzenlichter und Türen).
Im Jahr 1996 wurde eine Weiterentwicklung mit der Bezeichnung GAF 200 vorgestellt, die auf einem größeren Rahmen Platz für ein geräumigeres Führerhaus bietet sowie mit wiederum mehr Leistung (338 kW) und einer größeren Höchstgeschwindigkeit (120 km/h) aufwartet.
Wie zu den SKL 26 wurden auch für die GAF angepasste Anhänger entwickelt, die die Bezeichnung H 27 erhielten. Das überkritische Laufwerk mit zwei blattgefederten freien Lenkachsen erlaubt ebenfalls eine Geschwindigkeit von 100 km/h, außerdem sind sie mit kombinierten Schluss- und Spitzenlichtern ausgestattet, sodass auch eine geschobene Fahrt (mit bis zu 80 km/h) möglich ist. Durch den an den Enden von 1000 mm auf 700 mm über Schienenoberkante abgesenkten Fahrzeugboden ist mithilfe von einhängbaren Auffahrrampen der Transport von Baumaschinen möglich. Insgesamt steht auf den 9,75 m langen Wagen eine ebene Ladefläche von 7154 × 2650 mm zur Verfügung, die Tragfähigkeit beträgt 25 t. Die Wagen sind mit Nebenfahrzeugkupplungen ausgerüstet, wegen der vergleichsweise großen Überhänge sind die dazugehörenden Kuppeleisen etwas verlängert.
Im März 2022 wurde ein Auftrag zum Einbau von ETCS-Fahrzeuggeräten (nach SRS 3.6.0) in Fahrzeuge der Reihen 741.1, 741.2, 741.3 sowie 741.6 an Stadler Rail vergeben und im Januar 2023 öffentlich bekanntgemacht. Der Auftrag beinhaltet einen Prototyp (First of Class) und vier Serienumbauten, die übrigen 55 Fahrzeuge als Option. Im Januar 2024 begann die Serienausrüstung der Baureihe 741.3. Der Auftragswert für den Prototypumbau liegt in einer Größenordnung von fünf Millionen Euro, die der Serienumrüstung bei etwa 300.000 Euro je Fahrzeug.

## Varianten
Die GAF 100 wurden in den folgenden Jahren mit Aufbauten für verschiedene Aufgaben hergestellt, die unterschiedlichen Versionen werden durch nachgestellte Buchstaben unterschieden, R steht dabei für Regelspur, H beispielsweise für die Ausrüstung mit einer Hubarbeitsbühne für Oberleitungsarbeiten.
| Baureihe | Nebenfahrzeugbezeichnung | Typbezeichnung des Herstellers | Baujahre      |
| -------- | ------------------------ | ------------------------------ | ------------- |
| 741.1    | 97 17 50                 | GAF 100R                       | 1994–1997     |
| 741.2    | 97 17 52                 | GAF 100R/A                     | 1997–1998     |
| 741.3    | 97 17 53                 | GAF 100R/V                     | 1997–2000     |
| 741.4    | 97 17 48                 | GAF 100R/VL                    | 2002          |
| –        | 97 17 49                 | GAF 100R/H                     | 2002–2003     |
| 741.5    | 97 17 50                 | GAF AWI                        | umgebaut 2020 |
| 741.6    | 97 17 50                 | GAF 100R/M                     | modernisiert  |
| 742      | 97 17 55                 | GAF 200                        | 1998          |

Ab 1996 beschaffte die Deutsche Bahn 150 Stück der ursprünglichen Version GAF 100R als Ersatz für die Rottenkraftwagen der Vorgängerbahnen wie beispielsweise die Klv 53 oder Skl 25. Weitere Fahrzeuge folgten in den Varianten GAF 100R/V (mit Kran Palfinger 11000A), GAF 100R/A (mit Kran Palfinger 9001A), GAF 100R/H (mit Hubbühne) und GAF 100R/VL (mit Kran Palfinger 11000A). Auch einige Fahrzeuge der Bauart GAF 200 wurden für Instandhaltungsarbeiten an Hauptverkehrsstrecken beschafft.

## Einsatz
Durch die große Höchstgeschwindigkeit der Fahrzeuge war es möglich, die zuvor zahlreichen Bahnmeistereien zu wenigen größeren Stützpunkten zusammenzufassen und dennoch mit den Fahrzeugen Baustellen schnell erreichen zu können. Die Fahrzeuge kommen insbesondere bei kleineren Gleis-Baustellen oder bei vor- bzw. nachbereitenden Maßnahmen von Großbaustellen zum Einsatz. Die Variante mit Hubarbeitsbühne wird für Arbeiten an der Fahrleitung eingesetzt und kann dabei bei kleineren Arbeiten einen Turmtriebwagen ersetzen.